# Phasmagyps patritus
Phasmagyps patritus — викопний вид хижих птахів родини катартових (Cathartidae), що існував в пізньому еоцені в Північній Америці. Викопні рештки птаха знайдено у відкладеннях формації Чадрон в Колорадо. Можливо, є найдавнішим представником родини, хоча приналежність до катартових не є остаточно визначеною.